# 斯蒂维耶雷堡城堡

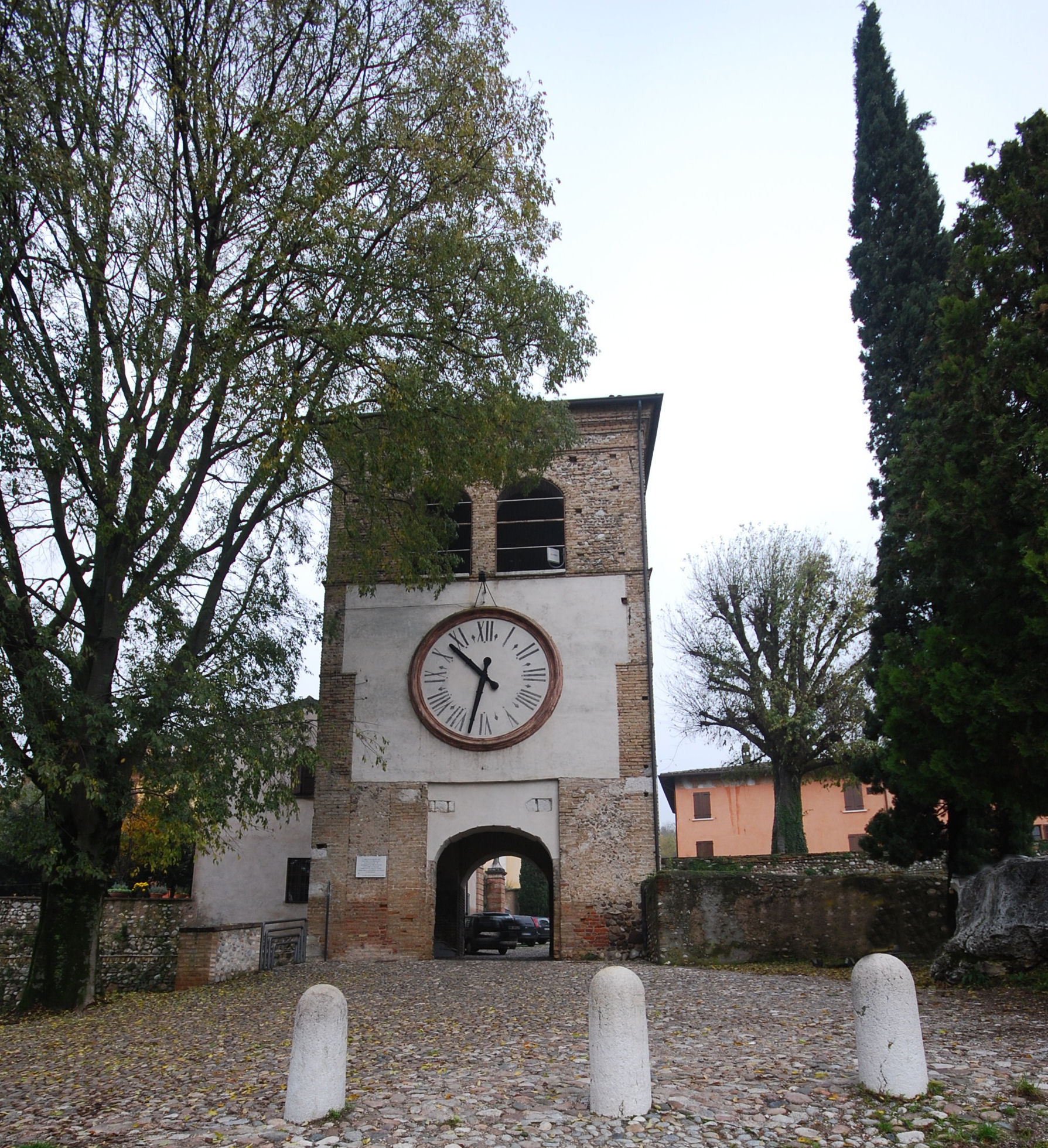

斯蒂维耶雷堡城堡（Castello di Castiglione delle Stiviere）位于意大利伦巴第大区斯蒂维耶雷堡，是一座中世纪军事建筑，可能建于9世纪，建在一座俯瞰小镇的山顶上，15世纪初成为贡扎加家族的住所。1491年，曼图阿侯爵卢多维科二世委托建筑师乔瓦尼·达·帕多瓦建造一座新城堡，作为他的宫廷所在地。1568年3月9日，圣类思·公撒格出生于此。
在1706年卡斯蒂廖內戰役期间，该建筑遭受了无法弥补的破坏，法国军队撤退时，部分拆除了该建筑。拆除工作于1763年完成，使用的材料用于建造斯蒂维耶雷堡主教座堂。
如今，城堡的入口塔楼完好无损，庭院内的圣巴斯弟盎圣殿,由费兰特·贡扎加建造，以表示对逃脱瘟疫的感谢。

## 参考

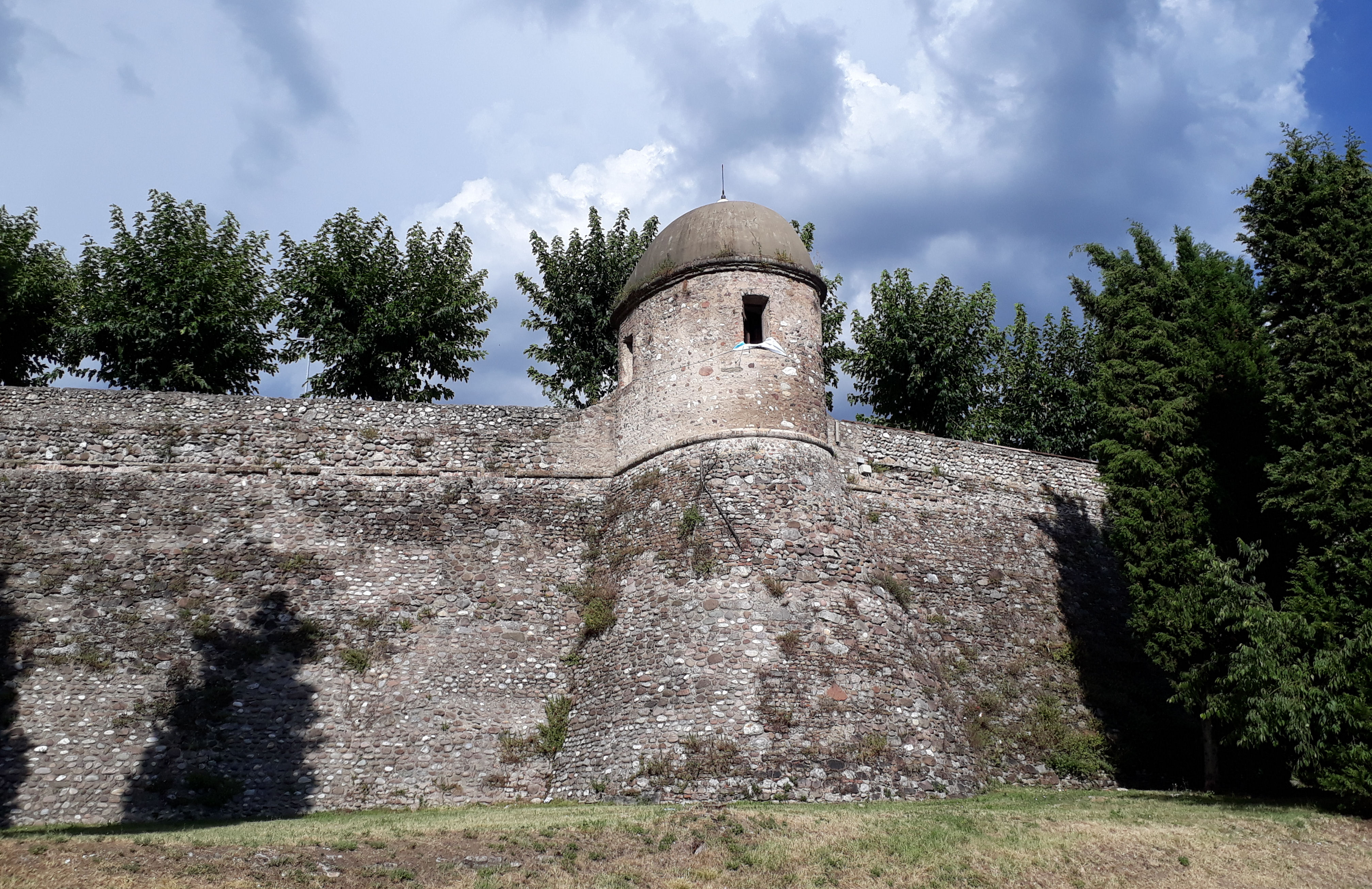